# N-氧化吡啶
N-氧化吡啶是一种化学式为C5H5NO的杂环化合物。这种无色、吸湿性的固体是吡啶的氧化产物。最初的制备方法是用过酸氧化。该化合物分子为平面构型。这种化合物在较少的有机合成中作为氧化性试剂来使用。它也可以在配位化合物中作配体。

## 合成
吡啶由过氧乙酸为氧化剂进行的氧化反应可以生成质子化的衍生物。用碱进行后续处理可释放出中性的氧化物。

## 安全性
该化合物对皮肤有刺激性。